# Rolf Mai
Rolf Mai (* 1966 in München) ist ein deutscher Krimi-Autor.

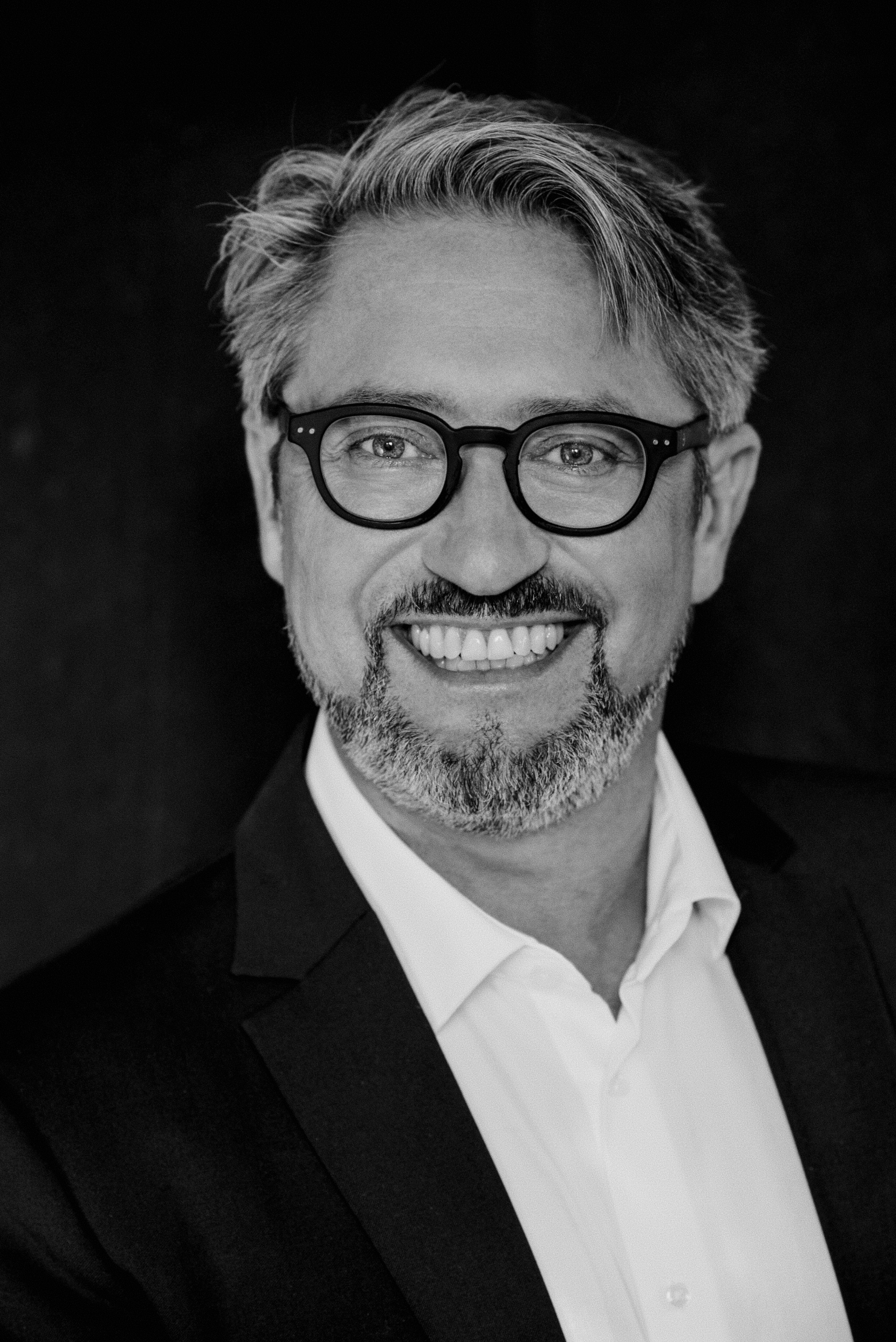
Rolf Mai (2020)

## Leben
Mai wurde in München geboren und wuchs in Bayern auf. Rolf Mai arbeitete als Grafiker und Redakteur, studierte Marketing und machte sich mit einer eigenen Kommunikationsagentur selbstständig. Er ist hauptberuflich im Bereich Werbung und Marketing tätig. 2019 erschien im Mitteldeutschen Verlag sein Krimi-Debüt Brunzkachl. Mit Beidlschneider setzte er die Reihe fort.

## Werke
- Brunzkachl – Ein München-Krimi. Mitteldeutscher Verlag, Halle, 2019. ISBN 978-3-96311-857-9
- Beidlschneider, Wamprechtshammers zweiter Fall – Ein München-Krimi. Mitteldeutscher Verlag, Halle 2023. ISBN 978-3-96311-773-2